# Maria Lind
Maria Lind (* 1966 in Stockholm) ist eine schwedische Kunsthistorikerin, -kritikerin, Kuratorin und Museumsdirektorin.

## Werdegang
Maria Lind übte von 1997 bis 2001 eine Tätigkeit als Kuratorin am Moderna Museet in Stockholm aus und wurde 1998 Co-Kuratorin der Manifesta 2 in Luxemburg. Sie leitete von 2002 bis 2004 den Kunstverein München und von 2005 bis 2007 das IASPIS in Stockholm.
Nachdem sie von 2008 bis 2010 Direktorin des Graduiertenprogramms des Center for Curatorial Studies am Bard College in den USA war, zog sie wieder nach Schweden und übernahm 2011 die Direktion der Tensta Konsthall. Zudem arbeitet sie als unabhängige Kuratorin und Autorin und lehrt an der Internationalen Sommerakademie für Bildende Kunst Salzburg.

## Auszeichnungen
- 2009 Walter Hopps Award